# Straßenbahn Duisburg
Die Straßenbahn Duisburg bildet seit 1881 das Rückgrat des öffentlichen Nahverkehrs in der Ruhrgebiets-Stadt Duisburg. Nachdem die Straßenbahnen in Duisburg bis zur Mitte der 1960er Jahre auf einem meterspurigen Netz nördlich der Ruhr und einem normalspurigen Netz südlich der Ruhr verkehrten, sind heute alle Strecken normalspurig. Seit dem Ende des Zweiten Weltkriegs schrumpft das Netz beständig. Mitte der 1970er Jahre begann in Duisburg der Tunnelbau für die Stadtbahn Rhein-Ruhr. Heute nutzen die beiden verbliebenen Straßenbahnlinien und eine Stadtbahnlinie in der Innenstadt die Tunnelstrecken.
Insgesamt 53 Kilometer umfasst heute das Schienennetz, auf dem die Duisburger Verkehrsgesellschaft (DVG) die Straßenbahnlinien und die Stadtbahnlinie betreibt. Alle Straßenbahnwagen sind seit 1996/1997 mit einem niederflurigen Mittelteil erweitert worden. Es gilt der Tarif des Verkehrsverbundes Rhein-Ruhr.

## Geschichte

### Pferde- und Dampfstraßenbahn
Vorläufer des Straßenbahnverkehrs in Duisburg war eine Pferdeomnibus-Linie, die seit 1873 von Duisburg nach Ruhrort verkehrte. Die Geschichte der Duisburger Straßenbahn beginnt mit der Aushandlung eines Konzessionsvertrags zum Bau- und Betrieb einer Pferdebahn zwischen dem Berliner Bankier Louis Lübke und der Stadt Duisburg. Im September 1881 begann der Bau der Strecke in Normalspur zwischen Duisburg und Ruhrort. Der planmäßige Verkehr wurde am 24. Dezember 1881 aufgenommen. Ein Kennzeichen dieses Pferdebahn-Betriebes war, dass es keine festen Haltestellen gab, sondern die Bahn auf Zuruf jederzeit anhielt.
Die nächste Strecke, die man eröffnete, war eine Dampfstraßenbahn, die am 22. Juli 1882 zwischen Duisburg und dem Monning an der Speldorfer Stadtgrenze eröffnet wurde. Der Dampfantrieb ist wegen der zu überwindenden Steigungen gewählt worden. Diese Strecke wurde am 20. September 1888 bis zum Bahnhof Broich verlängert.
Als dritte Strecke wurde am 1. Juli 1892 die Pferdebahn von der Waage in Ruhrort nach Meiderich zum dortigen Bahnhof eröffnet, die im Unterschied zu den ersten beiden Strecken eine Spurweite von 750 Millimetern besaß. Der Verkehr mit Pferdebahnen in Duisburg endete am 31. Juli 1898, als die letzte Strecke auf elektrischen Betrieb umgestellt wurde.

### Elektrifizierung
Im Jahr 1895 stellten die Betreiber der Straßenbahnstrecken in Duisburg und Ruhrort, die Kreis Ruhrorter Straßenbahn AG und die Allgemeine Lokal- und Straßenbahn AG (ALSAG) Anfragen an die Städte, ihr bestehendes Netz zu elektrifizieren und neue Strecken gleich als elektrische zu bauen.
Am 3. August 1897 wurden die Strecken von Ruhrort nach Beeck und Ruhrort über Laar nach Meiderich in Meterspur in Betrieb genommen. Dies waren die ersten beiden elektrischen Straßenbahnstrecken auf dem Gebiet der heutigen Stadt Duisburg. Innerhalb von zwei Jahren war das gesamte Straßenbahnnetz elektrifiziert, wobei außerdem die direkte Strecke von Ruhrort nach Meiderich von der Spurweite 750 Millimeter auf Meterspur umgespurt wurde.
Die folgende Tabelle zeigt die Eröffnungsdaten des elektrischen Betriebs auf den einzelnen Strecken:
| Eröffnung  | Strecke                                                                                | Spurweite |
| ---------- | -------------------------------------------------------------------------------------- | --------- |
| 03.08.1897 | Ruhrort – Beeck                                                                        | 1000 mm   |
| 03.08.1897 | Ruhrort – Laar – Meiderich (Provinzialstraße)                                          | 1000 mm   |
| 09.10.1897 | Beeck – Bruckhausen (Gewerkschaft Deutscher Kaiser)                                    | 1000 mm   |
| 01.11.1897 | Kuhtor – Königstraße – Mülheimer Straße – Monning                                      | 1435 mm   |
| 01.12.1897 | Kuhtor – Sonnenwall – Musfeldstraße – Marientor – Charlottenstraße – Werthauser Straße | 1435 mm   |
| 24.12.1897 | Monning – Broich                                                                       | 1435 mm   |
| 24.02.1898 | Meiderich Bf – Ruhrort – Rheindeich                                                    | 1000 mm   |
| 01.03.1898 | Knüppelmarkt – Beekstraße – Marientor – Heerstraße – Hochfeld Bf                       | 1435 mm   |
| 27.04.1898 | Kuhtor – Knüppelmarkt – Haniel'sche Ruhrbrücke                                         | 1435 mm   |
| 31.07.1898 | Haniel'sche Ruhrbrücke – Ruhrort (Friedrichsplatz)                                     | 1435 mm   |

### Ausbau bis 1910

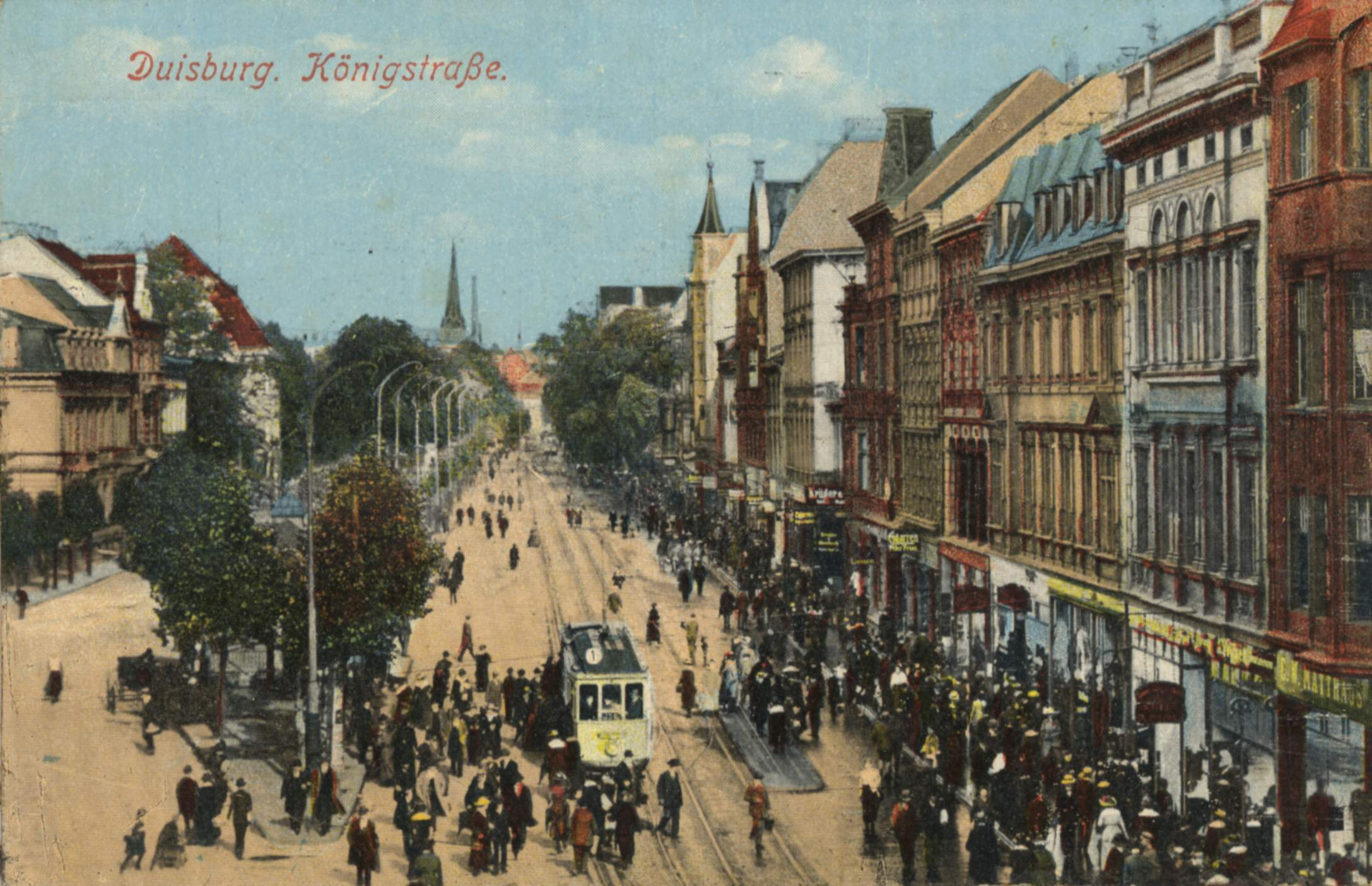
Straßenbahn der Linie 1 auf der Königstraße, zu Beginn des 20. Jahrhunderts

Streckennetz 1910 (blau: Meterspur, rot: Normalspur)

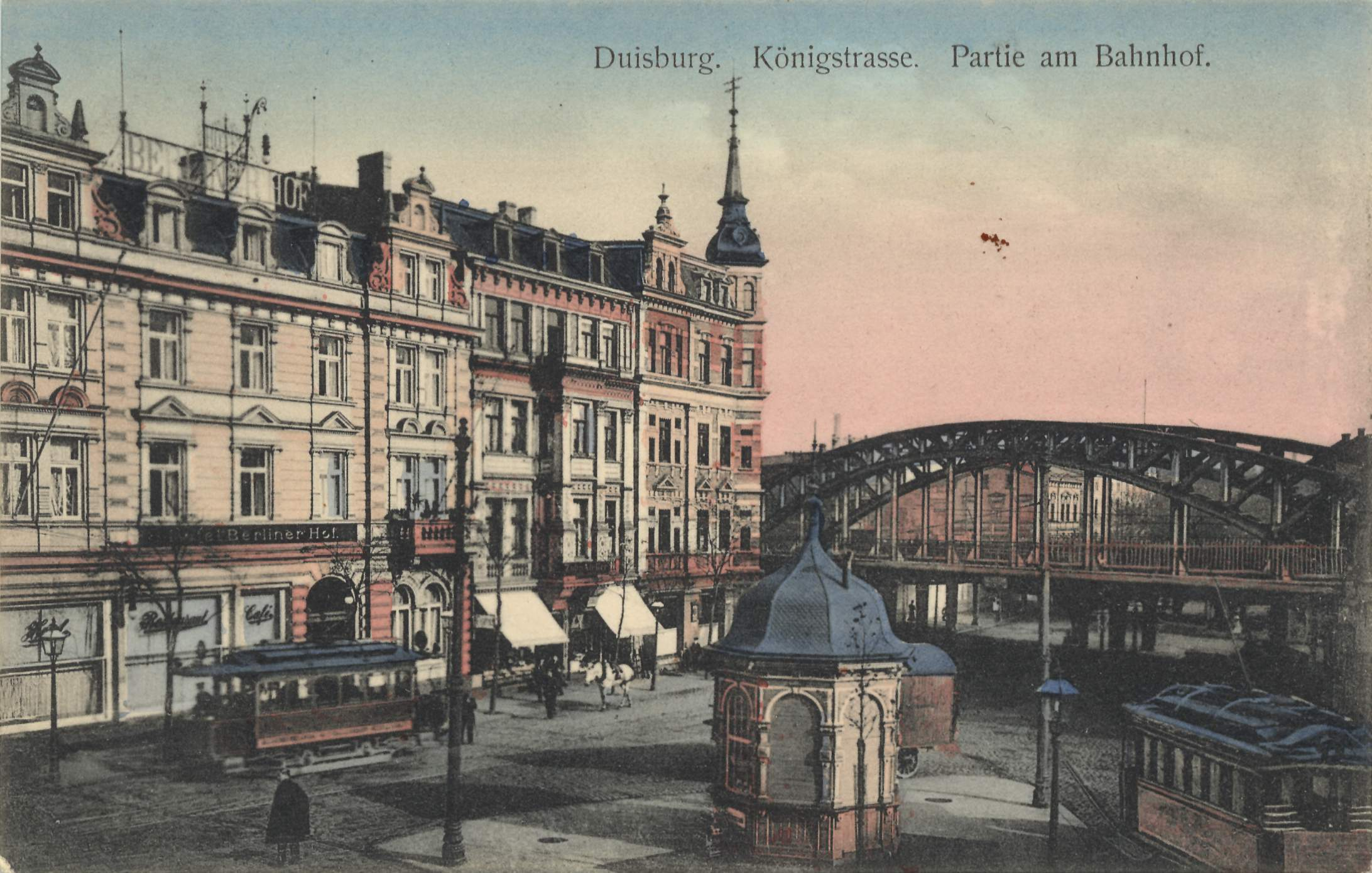
Königstraße am Bahnhof um die Jahrhundertwende

Obwohl es seit 1846 bereits eine Eisenbahnlinie zwischen Duisburg und Düsseldorf gab, bestand der Bedarf zu einer weiteren Verbindung der beiden Städte, die weiter westlich verlief und die Ortschaften von Kaiserswerth bis Wanheimerort anbinden konnte. 1898 erhielt Wilhelm August von Tippelskirch, der damalige Pächter der Düsseldorfer Straßenbahn die Zusage, eine normalspurige elektrische Kleinbahn für den Personen- und Stückgutverkehr zwischen Düsseldorf und Duisburg bauen zu dürfen.
Am 31. Oktober 1899 konnte der erste Streckenabschnitt von der Nordstraße/Ecke Kaiserswerther Straße in Düsseldorf bis Kaiserswerth in Betrieb genommen werden. Die Gesamtstrecke nach Duisburg bis zur Einmündung der Düsseldorfer Straße in die Königstraße folgte am 26. August 1900. Die eingleisige Strecke verlief in Seitenlage der Provinzialstraße und wurde alle 20 Minuten befahren, wobei die Fahrzeit 78 Minuten betrug.
Das normalspurige Netz südlich der Ruhr wurde auch durch eine kürzere Strecke erweitert: Am 31. Oktober 1900 wurde die Zweigstrecke von der Mülheimer Straße über Neudorf zum Neuen Friedhof (heute: Alter Friedhof) eröffnet.
Im April 1904 konnte dann die Strecke nach Broich bis zur Kettenbrücke in Mülheim verlängert werden, nachdem eine Unterführung unter der Bahnstrecke Kettwig – Styrum gebaut worden war. Bis zur Mülheimer Stadtmitte auf der anderen Ruhrseite war es jetzt nur noch ein erträglicher Fußweg.
Gleichzeitig ging der Ausbau des meterspurigen Streckennetzes nördlich der Ruhr weiter: Die Strecke Ruhrort – Bruckhausen konnte am 24. Mai 1900 bis nach Marxloh (Pollmann) verlängert werden. Im gleichen Jahr eröffnete die Continentale Eisenbahn-Bau- und Betriebs-Gesellschaft am 1. Juni die Strecke vom Bahnhof Neumühl über Hamborn, Marxloh und Aldenrade zum Walsumer Tor in Dinslaken und am 17. Dezember 1900 die Zweigstrecke von Aldenrade nach Walsum. Auf diesen beiden Straßenbahnstrecken wurde grundsätzlich auch Güterverkehr mittels zweier Elektrolokomotiven durchgeführt. Am 11. November 1902 konnte die Dinslakener Strecke auf der südlichen Seite bis zum Bahnhof Meiderich verlängert werden und in Meiderich eine Zweigstrecke von der Schlossstraße zur Maschinenfabrik Tiggler in Betrieb genommen werden.
Auch die linksrheinischen Ortschaften strebten nach einem Anschluss an das Straßenbahnnetz. Zwischen Ruhrort und Homberg verkehrte eine Eisenbahnfähre, die die Bahnhöfe beiderseits des Rheins verband und auch dem Personenverkehr zwischen Ruhrort und Homberg diente. Bei der Planung der Rheinbrücke war von Beginn an eine (meterspurige) Straßenbahnstrecke von Ruhrort in Richtung Moers vorgesehen. Am 1. Mai 1907 konnte die Strecke Ruhrort – Rheinbrücke – Bahnhof Homberg in Betrieb genommen werden.
Getrennt davon wurde am 1. Oktober 1908 der 6,3 Kilometer lange Abschnitt Bahnhof Homberg – Provinzialstraße – Moers (Steintor) eröffnet. Diese Straßenbahnstrecke übernahm die Trasse einer normalspurigen Eisenbahnstrecke, weshalb der Bau erst nach Zustimmung der Staatsbahn erfolgen konnte. Zwischen Ruhrort und Moers musste in Homberg umgestiegen werden, erst ab 1913 entfiel der Umstieg und die Bahnen verkehrten durchgehend.
Auch die anderen linksrheinischen Gemeinden längs des Flusses strebten nach einer Straßenbahnverbindung. Aber erst 1907 schlossen die Gemeinden Homberg, Hochemmerich, Baerl und Friemersheim einen Vertrag über die Kostenverteilung für eine Straßenbahn Moers–Homberg. Im Juli 1908 begannen die Bauarbeiten und am 1. April 1909 konnte der nördliche Abschnitt vom Depot Feldstraße in Homberg nur bis zur Gaststätte Stermann in Gerdt in Betrieb gehen, da der Einspruch eines Anliegers die Inbetriebnahme bis Baerl bis zum 5. Mai 1910 verzögerte.
Der südliche Abschnitt dieser offiziell als „Linie 2“, im Volksmund als „krummer Linie“ bezeichneten Strecke von Homberg bis zum Bahnhof Rheinhausen Ost in Atrop ging bereits am 3. Juli 1909 in Betrieb. Dieser Abschnitt wurde zweimal verlängert, am 12. Juli 1913 zum Bahnhof Rheinhausen in Friemersheim und 1914 zum Friedhof Dahlingstraße. Eine Verlängerung bis zur Eisenbahnsiedlung kam nicht mehr zustande. Damit hatte die meterspurige Strecke eine Gesamtlänge von 16,4 Kilometern und wurde halbstündlich bedient.

### Bis zum Ersten Weltkrieg
Nachdem die Einwohnerzahl der Gemeinde Hamborn innerhalb von zwanzig Jahren von 8000 (1890) auf 100 000 (1911) gestiegen war, erhielt Hamborn 1911 die Stadtrechte. Die Gemeindevertretung entschied, das Straßenbahnnetz insbesondere in Ost-West-Richtung selbst auszubauen und gründete den Regiebetrieb Städtische Straßenbahn Hamborn.
Als erste Strecke wurde 29. Oktober 1910 die Verbindung Bahnhof Buschhausen – Norbertuskirche – Rathaus Hamborn – Bruckhausen (Kaiserstraße) in Betrieb genommen, die im März 1911 bis zur Rheinwerft in Alsum verlängert wurde. Ab dem 23. Oktober 1913 hatte diese Strecke in Buschhausen eine Gleisverbindung zum Oberhausener Straßenbahnnetz. Außerdem baute die Stadt Hamborn ein zweites Gleis auf ihrem Abschnitt der Strecke Meiderich – Dinslaken.
1911 wurde die Strecke Schacht IV – Bahnhof Hamborn eröffnet, 1912 folgten die Stecken von Marxloh zum Stadion, von Marxloh nach Holten (Markt) und vom Bahnhof Hamborn zur Schwabenstraße. Damit war das Hamborner Netz bis einschließlich Oktober 1912 um 24,6 Kilometer angewachsen.
Am nördlichen Ende des Straßenbahnnetzes konnte die Strecke vom Dinslakener Bahnhof bis nach Lohberg am 1. Mai 1914 in Betrieb genommen werden – allerdings wegen des Bahnübergangs bis 1920 als Inselbetrieb.
Das Normalspurnetz erhielt am 24. Februar 1911 einen weiteren Berührungspunkt zu meterspurigen Straßenbahnen, als die Mülheimer Strecke über die neue gebaute Schlossbrücke bis zur Mülheimer Stadtmitte verlängert wurde. Dort bestand jetzt eine Umsteigemöglichkeit zur Mülheimer Straßenbahn. Außerdem wurde am 25. Mai 1912 die Rheinfähre in Neuenkamp mit dem Schwanentor im Zentrum verbunden.
Am 24. Dezember 1912 ist am Grunewald ein Abzweig von der Düsseldorfer Strecke nach Wanheim eröffnet worden, die 1914 bis zum Angerbach in Hüttenheim verlängert wurde. Im gleichen Jahr ging die Strecke auf der Koloniestraße in Neudorf bis zur Kreuzung Steinbruchstraße am Sportpark Wedau in Betrieb.
Mit dem Ausbruch des Ersten Weltkriegs kam der Streckenbau zum Erliegen. Stattdessen kam es zu gravierenden Veränderungen im Betrieb. Zunächst ist der Einzug des Fahrpersonals zum Militärdienst zu nennen. Dadurch musste mit dem damaligen diskriminierenden Berufszugang für Frauen gebrochen werden. 1914 mussten Schaffnerinnen und 1916 auch Fahrerinnen zugelassen werden. Ende 1917 war mehr als drei Viertel des Fahrdienstes in weiblicher Hand, in den Werkstätten und beim Streckenbau betrug der Frauenanteil ein Drittel.
Da Kupfer und Eisen Mangelware wurden, kamen Wagenpark und Strecken in einen desolaten Zustand, da notwendige Erneuerungsarbeiten ohne Material nicht ausgeführt werden konnten. Gleichzeitig wuchsen die Aufgaben der Straßenbahn an, da sie bis 1923 auch Güter befördern musste. Als erstes wurden so genannte Kriegsküchentransporte durchgeführt. In vier Großküchen wurde Eintopf gekocht, der mit der Straßenbahn zu 17 Ausgabestellen gebracht wurde. Ab den letzten Kriegsmonaten wurde auch Kohle mit der Straßenbahn transportiert.

### Zwischenkriegszeit

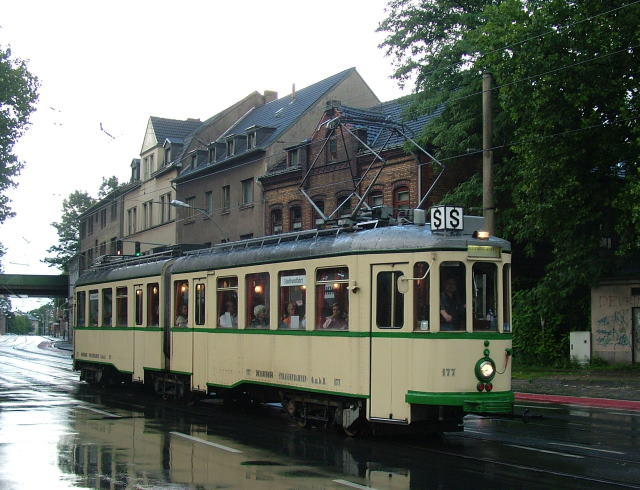
Bis 2016 in Duisburg erhalten: sogenannter Harkortwagen, der erste deutsche Gelenktriebwagen von 1926 (verkauft nach Valdres)

Auch nach dem Kriegsende kam es nicht zu einer deutlichen Besserung der Situation, da Duisburg ab März 1921 von belgischen und französischen Truppen besetzt war. Durch die katastrophale wirtschaftliche Lage mit passivem Widerstand, Arbeitslosigkeit und Inflation wurde ab Oktober 1922 in Duisburg von den Gemeinden und allen wichtigen Unternehmen Notgeld gedruckt. In dieser Situation stieg der niedrigste Fahrpreis der Allgemeinen Lokal- und Straßenbahn-Gesellschaft von 15 Pfennig im Jahr 1918 auf 320 Millionen Papiermark im November 1923.
Durch die Besatzungsbehörden wurde darüber hinaus vom 1. Juli bis zum 15. August 1923 die Stilllegung aller Straßenbahnlinien verfügt. Außerdem halbierten sich bis Dezember 1923 die Fahrgastzahlen. Nach dem Ende des Ruhrkampfes konnte mit einer Währungsreform die Inflation beendet werden, so dass im Februar 1924 der Fahrpreis wieder 0,15 Rentenmark betrug.
Nun wirkte sich in Duisburg auch eine Bestimmung des Konzessionsvertrags von 1896 aus. Die Stadt hatte 1923 das Recht, das Straßenbahnnetz von der ALSAG zum Zwanzigfachen des Nettogewinns der letzten fünf Jahre zu übernehmen. Diese Option wollte der damalige Oberbürgermeister Karl Jarres in Anspruch nehmen. Am 1. Januar 1925 übernahm die Duisburger Straßenbahnen GmbH als gemischtwirtschaftliches Unternehmen von Stadt und ALSAG die Betriebsführung.
Der Omnibusverkehr als Ergänzung der Straßenbahn begann linksrheinisch 1920, rechtsrheinisch am 1. April 1925.
Nach der wirtschaftlichen Normalisierung konnte auch das Straßenbahnnetz weiter ausgebaut werden. Im Normalspurnetz wurde 1929 die Lücke zwischen dem (Neuen) Friedhof und der Düsseldorfer Straße geschlossen. In der Duisburger Innenstadt wurden bis 1940 zahlreiche Gleiskorrekturen durchgeführt und neue Strecken gebaut.
Im Meterspurnetz wurde in drei Etappen die Strecke von Walsum über Wehofen (1921) und Holten Markt (1923) zum Holtener Bahnhof (3. Februar 1925) in Betrieb genommen. Dort gab es dann durch den Ausbau des Oberhausener Straßenbahnnetzes 1927 eine Verbindung sowohl von Walsum als auch von Marxloh aus nach Oberhausen. Am 22. Juni 1927 wurde eine Strecke zwischen der Baustraße in Meiderich und dem Schacht IV in Hamborn eröffnet. Am 7. Mai 1928 erhielt Beeckerwerth eine Straßenbahnverbindung mit Beeck und im Jahr 1930 wurde am nördlichen Netzende ein Abzweig vom Dinslakener Bahnhof nach Hiesfeld in Betrieb genommen.
Durch die Kommunalreform am 1. August 1929 wurde die Großstadt Duisburg-Hamborn gebildet, wobei außerdem Huckingen, Serm, Mündelheim, Rahm, Großenbaum und Buchholz eingemeindet wurden. Der Oberbürgermeister Karl Jarres strebte die Vereinigung aller Verkehrsbetriebe auf Duisburger Gebiet an. Zu Beginn des Jahres 1930 kam es zu einer grundsätzlichen Übereinkunft aller Anteilseigner. Da das RWE als Gegenleistung für die Eingliederung der Hamborner Straßenbahn die Überlassung der Stromversorgung in Meiderich forderte, scheiterten die Fusionspläne zunächst. Es wurde aber ein Stadtfahrschein zu 60 Pfennig eingeführt, der die Fahrt mit allen Unternehmen durch die ganze Stadt mit bis zu drei Umstiegen erlaubte.
Als 1934 ein neuer Hauptbahnhof in Betrieb genommen wurde, erhielt am 23. März die Straßenbahnlinie D aus Düsseldorf eine neue Endhaltestelle in Tieflage vor dem Bahnhof. 21 Jahre später musste die Straßenbahn allerdings einer an gleicher Stelle gebauten Schnellstraße (Nord-Süd-Straße, heute: A 59) weichen.
Nach der Machtergreifung durch die Nationalsozialisten wurden die kommunalen Betriebe unter die Kontrolle der NSDAP gebracht. Dazu wurde der Direktor der Duisburger Strassenbahnen GmbH Julius Schrimpff aufgrund von fingierten Anschuldigungen entlassen. Der Oberbürgermeister Karl Jarres wurde zum Rücktritt gezwungen. Jüdische, kommunistische, sozialdemokratische oder einfach der neuen Führung nicht genehme Mitarbeiter wurden entlassen.
Am 1. Januar 1940 wurden alle Verkehrsbetriebe in der Duisburger Verkehrsgesellschaft AG vereinigt. Zum Zeitpunkt der Gründung der DVG umfasste das Straßenbahnnetz folgende Linien:
| Linie                                                  | Linienweg                                                                                                  |
| Normalspurige Linien der Duisburger Straßenbahnen GmbH | Normalspurige Linien der Duisburger Straßenbahnen GmbH                                                     |
| ------------------------------------------------------ | --- |
| 1                                                      | Hauptbahnhof – Kaßlerfeld – Ruhrort Friedrichsplatz                                                        |
| 2                                                      | Hochfeld Bahnhof – Marientor – Hauptbahnhof – Kaiserberg – Speldorf – Broich – Mülheim Rathaus             |
| 3                                                      | Grunewald – Neudorfer Markt – Hauptbahnhof – Marientor – Werthauser Straße – Hochfeld Wörthstraße          |
| 3 E                                                    | Steinbruchstraße – Neudorfer Markt – Hauptbahnhof – Marientor                                              |
| 5                                                      | Kaßlerfeld Schifferstraße – Neuenkamp Rheindeich                                                           |
| 6                                                      | Kaiserberg – Hauptbahnhof – Kaßlerfeld – Ruhrort Friedrichsplatz                                           |
| 8                                                      | Hauptbahnhof (tief) – Grunewald – Kulturstraße – Wanheim – Hüttenheim                                      |
| 9                                                      | Meiderich Bahnhof – Aakerfährbrücke – Hauptbahnhof – Grunewald – Wanheimerort – Sittardsberg – Huckingen   |
| D                                                      | Hauptbahnhof (tief) – Grunewald – Wanheimerort – Sittardsberg – Huckingen – Düsseldorf, Adolf-Hitler-Platz |
| Meterspurige Linien der Ruhrorter Straßenbahn AG       | |
| Ring                                                   | Ruhrort, Friedrichsplatz – Meiderich Bahnhof – Laar Kirche – Ruhrort, Friedrichsplatz                      |
| D                                                      | Dinslaken Bahnhof – Walsum – Marxloh Pollmann – Hamborn Rathaus – Meiderich Bahnhof                        |
| G                                                      | Ruhrort – Marxloh Pollmann                                                                                 |
| K (23)                                                 | Marxloh Pollmann – Holten Bahnhof                                                                          |
| L                                                      | Beeck Denkmal – Beeckerwerth                                                                               |
| M (24)                                                 | Meiderich Baustraße – Marxloh Pollmann                                                                     |
| N                                                      | Dinslaken Bahnhof – Hiesfeld Badeanstalt                                                                   |
| R                                                      | Walsum-Aldenrade – Wehoven – Holten Markt                                                                  |
| V                                                      | Dinslaken Bahnhof – Schacht Lohberg                                                                        |
| W                                                      | Walsum Schwan – Walsum Fährstraße                                                                          |
| Meterspurige Linien der Hamborner Straßenbahn          | |
| 21                                                     | Alsum – Hamborn Rathaus – Oberhausen-Buschhausen                                                           |
| 22                                                     | Marxloh Pollmann – Hamborn Norbertuskirche                                                                 |
| 23 (K)                                                 | Marxloh Pollmann – Holten Bahnhof                                                                          |
| 24 (M)                                                 | Marxloh Pollmann – Meiderich Baustraße                                                                     |
| H                                                      | Hamborn Schacht 2/5 – Holtener Straße (stillgelegt)                                                        |

Außerdem verkehrten in die damals noch nicht zu Duisburg gehörenden linksrheinischen Orte folgende Linien:
| Meterspurige Linien der Straßenbahn Moers-Homberg GmbH | Meterspurige Linien der Straßenbahn Moers-Homberg GmbH      | Meterspurige Linien der Straßenbahn Moers-Homberg GmbH | Meterspurige Linien der Straßenbahn Moers-Homberg GmbH |
| Linie                                                  | Linienweg                                                   | Fahrzeit                                               | Takt                                                   |
| ------------------------------------------------------ | ----------------------------------------------------------- | ------------------------------------------------------ | ------------------------------------------------------ |
| 1                                                      | Hülsdonk – Moers – Homberg Gleisdreieck                     | 30 min                                                 | 15 min                                                 |
| 2                                                      | Ruhrort – Homberg Gleisdreieck – Rheinhausen – Friemersheim | 44 min                                                 | 30 min                                                 |
| 3                                                      | Baerl – Homberg Gleisdreieck                                | 20 min                                                 | 60 min                                                 |
| 12                                                     | Ruhrort – Homberg – Moers – Krefeld                         | 72 min                                                 | 60 min                                                 |

### Zweiter Weltkrieg
Im Zweiten Weltkrieg stellte sich die Situation für die Straßenbahn in Duisburg in vielen Aspekten ähnlich wie im Ersten Weltkrieg dar. Es kam wieder zu einem Mangel an Material und (männlichen) Arbeitskräften. Deshalb wurden seit 1940 wieder Frauen im Fahrdienst eingesetzt.
Auch der Kohletransport mit der Straßenbahn wurde wieder aufgenommen. Da inzwischen ein durchgehendes Meterspurnetz entstanden war, konnte Kohle beispielsweise von der Zeche Walsum über Hamborn – Ruhrort – Homberg – Moers – Krefeld – München-Gladbach bis nach Rheydt mit der Straßenbahn transportiert werden.
Im Mai 1940 fielen die ersten Bomben auf Duisburg, 1943 und 1944 wurde die Stadt durch Flächenbombardements stark zerstört. Dabei wurde auch die Straßenbahn schwer in Mitleidenschaft gezogen. Gleise und Oberleitungen wurden beschädigt, Betriebshöfe und Wagenpark wurden zerstört. Lediglich der Betriebshof Speldorf hatte nur leichte Schäden vorzuweisen.
Im Mai 1945 waren von den im Jahr 1938 vorhandenen 212 Trieb- und 162 Beiwagen bereits 52 Trieb- und 61 Beiwagen zerstört sowie 133 Trieb- und 78 Beiwagen schwer beschädigt. Einsatzfähig waren also nur noch 27 Triebwagen und 23 Beiwagen. Am 23. März 1945 wurde auf Anordnung der NSDAP-Gauleitung das Meterspurnetz und am 26. März das Normalspurnetz stillgelegt.

### Nachkriegszeit

Streckennetz im Jahr 1950 (blau: Meterspur, rot: Normalspur)

Die Arbeiten zum Wiederaufbau und zur Reparatur begannen direkt nach dem Einrücken der Besatzungstruppen am 12. April 1945. Am 2. Mai 1945 konnte im Meterspurnetz die Linie 14 von Dinslaken nach Meiderich den Betrieb wieder aufnehmen.
Am 24. Mai ging auch die erste normalspurige Linie, die Linie 8 vom Hauptbahnhof nach Hüttenheim wieder in Betrieb. Ende des Jahres verkehrten schon wieder zehn Linien. Nach dem Wiederaufbau der Brücken über die Ruhr, den Rhein-Herne-Kanal und die Hafenbecken war bis Ende 1950 auch der durchgehende Straßenbahnverkehr von Duisburg nach Ruhrort und Meiderich wieder möglich und das Straßenbahnnetz in seinem ursprünglichen Umfang weitgehend wiederhergestellt.
Trotzdem konnte nur ein dünnes Verkehrsangebot mit langen Taktzeiten geboten werden, da zu wenige Wagen vorhanden waren. Die Duisburger Verkehrsgesellschaft ließ auch schwer beschädigte Wagen reparieren, kaufte gebrauchte Fahrzeuge und bestellte neue. Im September 1948 wurden die ersten sechs Triebwagen, die nach dem Krieg in Deutschland hergestellt worden waren, nach Duisburg geliefert.
Die lange Zeit der Einschnitte ins Straßenbahnnetz begann allerdings schon jetzt: Durch die Sprengung der Homberger Rheinbrücke durch die deutsche Wehrmacht am 4. März 1945 war das linksrheinische Straßenbahnnetz von Ruhrort getrennt. Beim Wiederaufbau Ende der 1940er Jahre wurden zwar noch Gleise auf der Brückenrampe auf Homberger Seite verlegt, die Fahrbahnplatte der Brücke wurde jedoch schon ohne Gleise ausgeführt.
Als die neue Brücke am 18. Dezember 1954 eröffnet wurde, waren alle linksrheinischen Straßenbahnstrecken bereits stillgelegt. Die Strecke Homberg – Baerl war nach der Stilllegung am 29. September 1943 nie wiedereröffnet worden. Am 16. Mai 1953 wurde die Strecke von Homberg nach Moers stillgelegt, die Strecke Homberg – Friemersheim wurde in drei Schritten (von Süden nach Norden) bis zum 25. September 1954 eingestellt. Über die Brücke verkehrten dann bis 1967 Oberleitungsbusse.

### Umspurung und Stilllegung des Meterspurnetzes

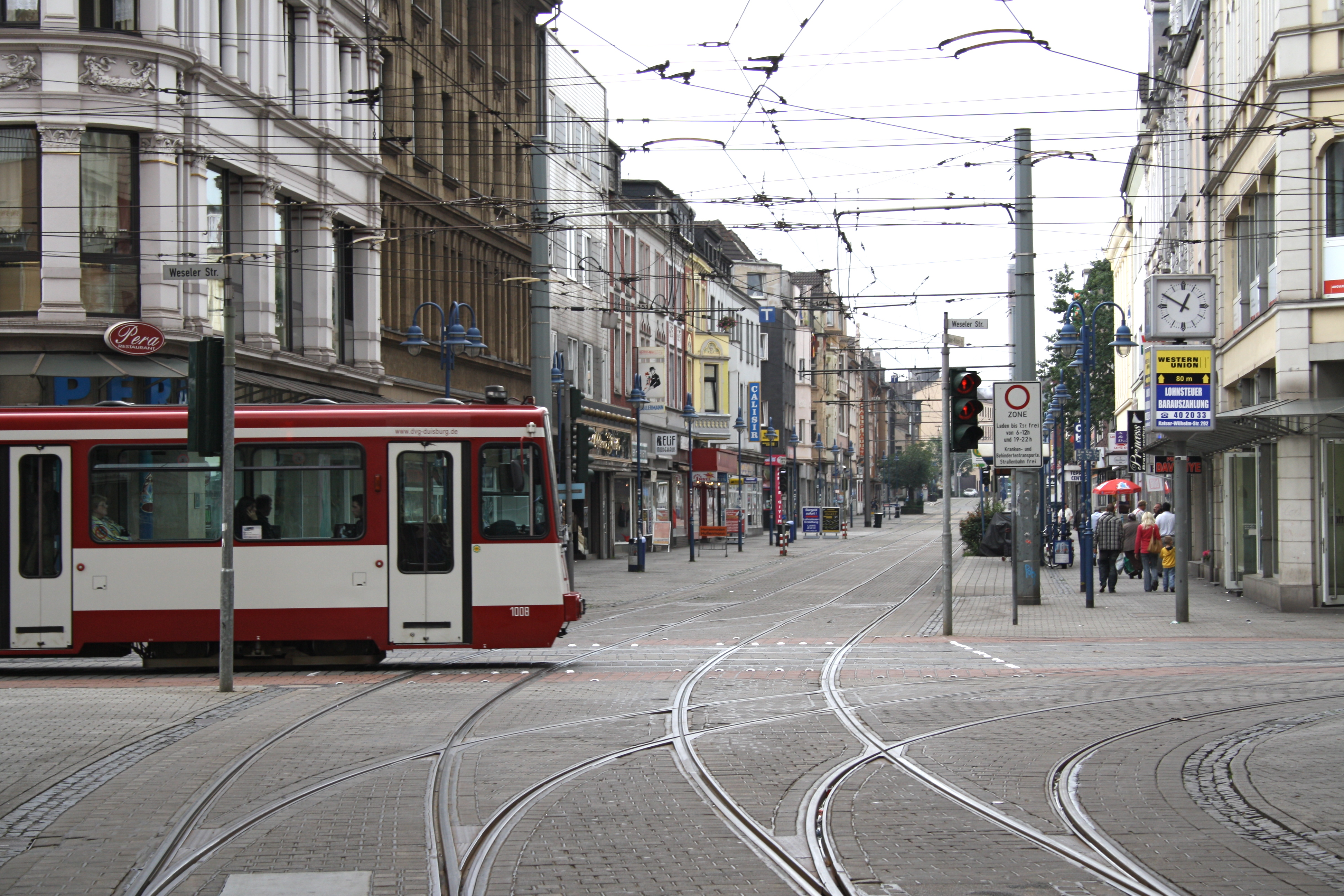
Marxloh: Mittig die 1952 umgespurte Strecke aus Ruhrort, von links ein GT 10 NC-DU nach Dinslaken

Nach dem Wiederaufbau strebte die DVG danach, ihr Straßenbahnnetz auf eine einheitliche Spurweite umzustellen. Der eigentlich naheliegende Gedanke war, den südlichen Netzteil auf Meterspur umzuspuren, um ein Straßenbahnnetz mit dieser Spurweite von Castrop-Rauxel über Herne, im Vest Recklinghausen, Bochum über Gelsenkirchen, in Essen, Mülheim/Oberhausen, Duisburg, Homberg und Moers nach Krefeld schaffen zu können.
Aus Kostengründen wurde im Dezember 1951 aber die Entscheidung gefällt, die wichtigsten Strecken nördlich der Ruhr auf Normalspur umzuspuren und den Rest stillzulegen. Dazu wurde ein Investitionsprogramm in Höhe von 10 Millionen D-Mark aufgelegt.
Als erste Strecken wurden die Abschnitte Ruhrort – Marxloh Pollmann und Meiderich – Marxloh Pollmann – Norbertuskirche vom 22. April bis zum 6. Dezember 1952 umgespurt, was einer Streckenlänge von 29 Kilometern entsprach.
Als zweiter Umbauabschnitt wurde die Strecke Marxloh Pollmann – Walsum Vierlinden am 19. Oktober 1955 fertiggestellt. Danach folgte am 23. Mai 1958 die Strecke Walsum Vierlinden – Dinslaken Bahnhof. Als letzte normalspurige Strecke nördlich der Ruhr wurde am 29. November der Abschnitt Norbertuskirche – Obermarxloh in Betrieb genommen. Damit waren insgesamt 45 Kilometer Strecke nördlich der Ruhr von Meterspur auf Normalspur umgestellt.
Gleichzeitig wurde das verbleibende meterspurige Straßenbahnnetz nördlich der Ruhr schrittweise stillgelegt:
- In Dinslaken fiel zuerst die Strecke nach Lohberg weg (1. August 1951), am 17. März 1958 wurde auch die Strecke nach Hiesfeld stillgelegt.
- Beeckerwerth verlor am 7. November 1954 seinen Straßenbahnanschluss. Am 2. Mai 1959 entfielen beide Strecken zwischen Ruhrort und Meiderich.
- Die Verbindung Walsums mit Holten wurde am 14. Juli 1961 eingestellt und die Strecke Alsum – Hamborn entfiel in zwei Etappen bis zum 15. Juni 1965.
- Als letzte meterspurige Straßenbahnlinien stellten am 30. April 1966 die Linie 10 von Hamborn Altmarkt nach Oberhausen Buschhausen und die Linie 11 von Marxloh Pollmann zum Bahnhof Oberhausen-Holten den Betrieb ein.

Doch auch das Normalspurnetz wurde verkleinert:
- Am 1. Dezember 1952 fiel die Strecke nach Neuenkamp weg.
- Die Strecke zum Sportpark Wedau wurde am 28. März 1962 bis zur Kreuzung der Koloniestraße mit der Wildstraße verkürzt.

Damit war das Straßenbahnnetz bis zum Ende der 1960er Jahre auf insgesamt 65,1 Kilometer reduziert worden.

### Tunnelbau für die autogerechte Stadt

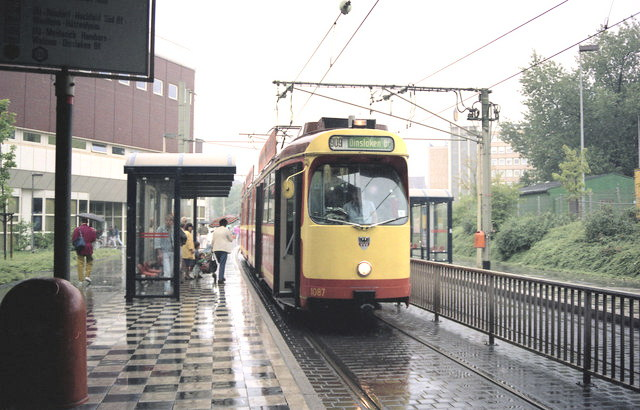
Oberirdische Haltestelle Hauptbahnhof im Jahr 1991

1970 legte das Land Nordrhein-Westfalen einen Generalverkehrsplan für das Ruhrgebiet vor. Neben dem systematischen Ausbau der S-Bahn Rhein-Ruhr sollte im Interesse der autogerechten Stadt ein städteübergreifendes Stadtbahnnetz geschaffen werden. In Duisburg waren die Strecken von Dinslaken über Hamborn, Meiderich, die Innenstadt und Huckingen nach Düsseldorf sowie von Marxloh und Moers über Ruhrort und von der Innenstadt nach Mülheim von diesen Plänen betroffen. In den Innenstädten sollten Tunnelstrecken gebaut werden, ansonsten sollten kreuzungsfreie Trassen, wenn nötig in Hochlage, entstehen. Die Stadtbahn Duisburg ist ein Beispiel dafür, wie mit enormem Kapitaleinsatz ein nur geringer Nutzen für den öffentlichen Verkehr erreicht wurde.
Vom 15. Juli 1969 bis 1977 wurden auf der Linie D zwischen Kesselsberg und Neuer Friedhof zwei insgesamt vier Kilometer lange kreuzungsfreie Abschnitte teilweise in Hochlage gebaut. In diesem Zusammenhang wurde auch der Hochbahnhof Angerbogen errichtet, der niemals in Betrieb gegangen ist. Auch die Strecke nördlich des Bahnhofs Neuer Friedhof sollte aufgeständert über der Düsseldorfer Straße verlaufen. Wegen des Widerstands der Anwohner wurde diese Baumaßnahme jedoch nicht umgesetzt.
Der Tunnelbau in der Innenstadt begann im Jahr 1975. Die Eröffnung der ersten Tunnelstrecke erfolgte aber erst am 11. Juli 1992.
Im Straßenbahnnetz kam es in dieser Zeit zu folgenden Einschnitten:
- Am 25. März 1972 wurde die Strecke vom Marientor zur Kupferhütte stillgelegt, die Linie 3 damit eingestellt.
- Am 31. März 1975 wurde die zuletzt von der Linie 4 angefahrene Endhaltestelle auf der Koloniestraße aufgegeben. Während die Weichen an der Kreuzung Sternbuschweg ausgebaut wurden, waren die Gleise bis zur Wildstraße noch lange im Straßenbild zu sehen.
- Am 30. September 1979 wurde die Strecke vom Kuhtor bis zum Bahnhof Hochfeld Süd außer Betrieb genommen und die Linie 2 eingestellt. Bis Marientor wurden die Gleise ausgebaut, der restlichen Gleise lagen 13 Jahre lang ungenutzt in der Heerstraße und der Wanheimer Straße.

In Verbindung mit der Inbetriebnahme des Innenstadttunnels wurden am 1. Juli 1992 mehrere Strecken stillgelegt oder nicht mehr im Linienverkehr bedient:
- Linie 901: von Schwanentor über Kuhtor, König-Heinrich-Platz und Hauptbahnhof bis Lutherplatz – Ersatz durch unterirdisch verlaufende Tunnelstrecke.
- Linie 904: vom Hauptbahnhof über Neudorfer Straße, Koloniestraße, Sternbuschweg bis Grunewald – Strecke komplett stillgelegt, Gleise waren zum Teil noch einige Zeit auf der Neudorfer Straße zu sehen, sie wurden bei routinemäßigen Straßenbaumaßnahmen jedoch aus dem Straßenbild entfernt.
- Linie 904: von Kulturstraße bis Bahnhof Hochfeld Süd (Südseite) – nur noch Betriebsstrecke für einsetzende Fahrzeuge.
- Linie 909: von Schnabelhuck über Duissernplatz und Hansastraße zum Hauptbahnhof – Ersatz durch ähnlich verlaufende Tunnelstrecke (Linie 903).
- Linie 79 bzw. 909: vom Hauptbahnhof/Mercatorstraße über Friedrich-Wilhelm-Straße bzw. vom König-Heinrich-Platz über die Düsseldorfer Straße[2] zur Kremerstraße – Ersatz durch Tunnelstrecke mit alternativer Streckenführung über Steinsche Gasse, weiter über Hochfeld nach Hüttenheim (Linie 903) bzw. über die „Boxbarttrasse“ zur Düsseldorfer Straße (Linie U 79).

Zusammen mit dem Innenstadttunnel wurde auch die 13 Jahre zuvor stillgelegte Strecke durch Hochfeld saniert und wieder in Betrieb genommen.
Durch den Tunnelbau verlängerte sich die Reisezeit für die Fahrgäste nicht nur aufgrund der längeren Wege zu den unterirdischen Bahnhöfen, in Duisburg trat auch der ungewöhnliche Effekt auf, dass die reine Fahrzeit zwischen Duisburg Hauptbahnhof und Grunewald mit der Stadtbahnlinie U 79 durch die Umwegführung im Tunnel gegenüber der oberirdischen Streckenführung der Straßenbahnlinie 79 um eine Minute verlängert wurde.

### Nach der Jahrtausendwende
Am 23. September 2000 wurde der zweite und wahrscheinlich letzte Tunnelabschnitt in Duisburg eröffnet. Die 3,7 Kilometer lange Strecke Duissern – Meiderich Bahnhof ersetzt seitdem die oberirdische Strecke über die 1997 für die Straßenbahn und den Autoverkehr eröffnete neue Aakerfährbrücke. Dieser Tunnelabschnitt führte zu einer deutlichen Fahrzeitverkürzung für die Linie 903.
Am 1. Juni 2006 wurden gravierende Ausdünnungen im Nahverkehrsangebot der Stadt Duisburg wirksam. Seitdem verkehren die Straßenbahnlinien in einem Grundtakt von 15 statt 10 Minuten. Die Linie 902 wurde gestrichen. Die Liniennummer wird aber noch für Einsatzwagen zu Fußballspielen und für Einrücker verwendet. Aber auch das Busnetz wurde reduziert und auf der Stadtbahnlinie U 79 fahren seitdem nur noch zwei von drei Bahnen aus Düsseldorf nach Duisburg, wobei eine davon einen Aufenthalt von 5 Minuten an der Stadtgrenze einlegt. Dies wurde an Samstagen bereits früher umgesetzt und führte zu einem Fahrgastrückgang von 12 Prozent zwischen Düsseldorf und Duisburg.

## Aktuelles Liniennetz
| Linie | Linienweg | Fahrzeit | Halte | Takt (HVZ)   |
| --- | --- | -------- | ----- | ------------ |
| 901 | Obermarxloh Schleife – Marxloh Pollmann – Beeck Denkmal – Laar Kirche – Scholtenhofstraße – Ruhrort Friedrichsplatz – Kaßlerfeld – König-Heinrich-Platz – Duisburg Hbf – Zoo/Uni – Mülheim Speldorf – Mülheim Stadtmitte – Mülheim Hbf | 64 min   | 46    | 7,5 / 15 min |
| 903 | Dinslaken Bf – Walsum Watereck – Marxloh Pollmann – Hamborn Rathaus – Meiderich Bf – Duissern – Duisburg Hbf – König-Heinrich-Platz – Platanenhof – Hochfeld Süd Bf – Wanheim Rheintörchenstraße – Hüttenheim Mannesmann Tor 2         | 69 min   | 45    | 7,5 / 15 min |
| Linienabschnitte mit geringerem Takt kursiv | |          |       |              |
| Die Linie 902 verkehrt nur bei Veranstaltungen in der Schauinsland-Reisen-Arena und wird als Liniensignal für ein- und ausrückende Züge zum Betriebshof Grunewald benutzt. | |          |       |              |
| (902) | Walsum Watereck – Marxloh Pollmann – Hamborn Rathaus – Meiderich Bf – Duissern – Duisburg Hbf – König-Heinrich-Platz – Platanenhof – Grunewald Betriebshof                                                                             |          |       |              |

## Bauvorhaben
(Quelle: )

### Karl-Lehr-BrückenzugIn Bau (Bereits Funktiosfähig)
Neubau und Inbetriebnahme der Brücken über die Ruhr und den Hafenkanal neben den bestehenden Brücken. Später Verschiebung an den endgültigen Standort. Der Neubau betrifft den gesamten Karl-Lehr-Brückenzug, sowie den Umbau des davor liegenden Kasslerfelder Kreisel in eine vierarmige Kreuzung.

### Barrierefreier Ausbau

#### Neumühler Straße / BahnhofstraßeIn Bau
Sanierung der Strecke zwischen Theodor-Heuss-Straße und der Tunnelausfahrt Meiderich. Neubau der Haltestellen Brückelstraße (35 Meter), Bronkhorststraße (35 Meter) und Landschaftspark Nord (70 Meter) mit Mittelbahnsteigen.

Neubau der Haltestelle Landschaftspark Nord mit einer Länge von 70 Metern und Sanierung der angrenzenden Gleisabschnitte.

Neubau der Haltestelle Brückelstraße mit einer Länge von 35 Metern und Sanierung der angrenzenden Gleisabschnitte. Die Haltestelle Voßstraße entfällt vollständig.

Neubau der Haltestelle Bronkhorststraße mit einer Länge von 35 Metern und Sanierung der angrenzenden Gleisabschnitte. Die Haltestelle Emilstraße entfällt vollständig.

#### Weiter Barrierefreiheitsausbauvorhaben
| Stand            | Haltestelle                         | Baumaßnahme | Fertigstellung     |
| ---------------- | ----------------------------------- | --- | ------------------ |
| Fertiggestellt   | Laar Kirche                         | Barrierefreier Ausbau der Haltestelle und Erhöhung der Bahnsteige auf 24 cm ü. SO auf einer Länge von 32 Metern.                                             | 4. Februar 2025    |
| Fertiggestellt   | Neanderstraße                       | Barrierefreier Ausbau der Haltestelle und Erhöhung der Bahnsteige auf 24 cm ü. SO auf einer Länge von 32 Metern.                                             | 4. April 2025      |
| Fertiggestellt   | Karl-Jarres-Straße Straße           | Barrierefreier Ausbau der Haltestelle und Erhöhung der Bahnsteige auf 24 cm ü. SO.                                                                           | 6. Juni 2024       |
| In Bau           | Steinische Gasse                    | Barrierefreier Ausbau auf 24 cm ü. SO beziehungsweise 90, 92, 95 cm für die Hochbahnsteige                                                                   | Geplant 30.09.2025 |
| Geplant für 2025 | Brauerei                            | Barrierefreier Ausbau mit einer Länge von 32 Metern. |                    |
| Geplant für 2025 | Stockumer Straße                    | Barrierefreier Ausbau mit einer Länge von 32 Metern. |                    |
| Geplant für 2026 | Kulturstraße                        | Neubau eines Hochflur-Mittelbahnsteig mit einer Länge von 60 Metern.                                                                                         |                    |
| Geplant für 2027 | Grunewald Betriebshof (Haltestelle) | Ersatz des flachen Mittelbahnsteigs durch einen hochflurigen, mit einer Länge von 60 Metern.                                                                 |                    |
| Geplant für 2027 | Albertstraße                        | Neubau eines Niederflur-Mittelbahnsteigs mit einer Länge von 35 Metern. (Möglicherweise erst im Zuge des Umbaus des Kaßlerfelders Kreißverkehr zur Kreuzung. |                    |
| Geplant für 2027 | Wilfriedstraße                      | Barrierefreier Ausbau der Haltestelle und Erhöhung der Bahnsteige auf 24 cm ü. SO.                                                                           |                    |
| Geplant für 2027 | Marxloh Pollmann                    | Barrierefreier Ausbau der Haltestelle und Erhöhung der Bahnsteige auf 24 cm ü. SO.                                                                           |                    |
| Geplant für 2027 | Karlstraße                          | Barrierefreier Ausbau der Haltestelle und Erhöhung der Bahnsteige auf 24 cm ü. SO.                                                                           |                    |
| Geplant für 2028 | Platanenhof                         | Neubau von gemischten Nieder- und Hochflur-Seitenbahnsteigen. (Niederflur = 35 Meter \| Hochflur = 60 Meter)                                                 |                    |
| Geplant für 2028 | Hamborn Betriebshof (Haltestelle)   | Barrierefreier Ausbau der Haltestelle und Erhöhung der Bahnsteige auf 24 cm ü. SO.                                                                           |                    |
| Geplant für 2029 | Neustraße                           | Barrierefreier Ausbau der Haltestelle und Erhöhung der Bahnsteige auf 24 cm ü. SO.                                                                           |                    |
| Geplant für 2030 | Ruhrort Bahnhof                     | Barrierefreier Ausbau der Haltestelle und Erhöhung der Bahnsteige auf 24 cm ü. SO.                                                                           |                    |
| Geplant für 2030 | Fischer Straße                      | Barrierefreier Ausbau der Haltestelle und Erhöhung der Bahnsteige auf 24 cm ü. SO.                                                                           |                    |
| Geplant für 2030 | Schweizer Straße                    | Barrierefreier Ausbau der Haltestelle und Erhöhung der Bahnsteige auf 24 cm ü. SO.                                                                           |                    |
| Geplant für 2030 | Friedrichsplatz                     | Rückbau der Haltestelle. |                    |

## Ausbauplanungen des 3. Nahverkehrsplans
Der im Jahre 2017 vom Rat der Stadt Duisburg beschlossene Nahverkehrsplan sieht umfangreiche Ausbauten des Bestandsnetzes der Straßenbahn in Duisburg vor. Bis zum Jahr 2030 sollen rund 8,3 km Straßenbahnstrecken gebaut werden. In diesem Rahmen ist es vorgesehen, 3 neue Straßenbahnlinien einzurichten, die alle durch den Innenstadttunnel geführt werden.

### Linie 90X (Innenhafen–Universität)
Diese neue Linie soll in erster Linie die besonders stark frequentierten Buslinien 934 und 933 entlasten, die insbesondere durch die Studenten der Universität trotz eines dichten Taktes von 7,5 min häufig überlastet sind. Kern der neuen Linie soll deshalb eine Stichstrecke von der Mülheimer Straße bis zur heutigen Bushaltestelle „Universität“ sein. Diese Strecke wird auf Höhe der Kreuzung Mülheimer Straße/Lotharstraße von der Bestandsstrecke der Linie 901 abzweigen, für rund 600 m der Lotharstraße folgen und dann an der Bushaltestelle in Form einer zweigleisigen Kehranlage enden. Dieses Trasse soll rund 9 Millionen Euro kosten. Ein Realisierungszeitraum ist noch nicht bekannt.
Nördlich der neuen Strecken soll die Linie die Bestandsstrecke der unteren Ebene des Innenstadttunnels befahren und hinter der Schwanentorbrücke in die Schifferstraße einbiegen. Dort schließt sich eine Neubaustrecke an, die in Seitenlage der Schifferstraße den Innenhafen erschließen wird. Für diese, ungefähr 1,7 km lange Trasse werden Kosten von ungefähr 25,5 Millionen Euro veranschlagt.
Durch die Linie 90X (Es handelt sich dabei lediglich um eine Projektbezeichnung) wird zudem eine Taktverdichtung im Bereich Innenstadt-Neudorf erreicht, die die vor allem im Schülerverkehr häufig überfüllte Straßenbahnlinie 901 entlasten soll.

### „Sprung über den Rhein“
Seit der kommunalen Gebietsreform im Jahre 1975, bei der unter anderen die ehemaligen Städte Rheinhausen und Homberg nach Duisburg eingemeindet wurden, ist der innerstädtische Nahverkehr und vor allem die Anbindung an die rechte Rheinseite ausbaufähig. Bereits bei den Planungen für die Stadtbahn Rhein-Ruhr war vorgesehen, Homberg und Moers mittels eines Tunnels an die rechte Rheinseite anzubinden. Durch die enormen Kosten und die zurückgefahrenen Fördermittel von Bund und Land, die seinerzeit diese Bauprojekte mit bis zu 90 % unterstützten, wurde dieses Vorhaben letztlich nicht umgesetzt, obwohl die Planungen bis in die 90er Jahre konkret waren.
Der beschlossene Nahverkehrsplan sieht in seiner Netzstruktur erstmals eine Anbindung der linksrheinischen Stadtteile vor, die mit zwei neuen Linien realisiert werden soll:

### Linie Rhein 1
Diese Linie wird eine Neubaustrecke beinhalten, die über die Brücke der Solidarität geführt wird und am Rheinhausener Markt enden soll. In die andere Richtung soll die Linie an der Haltestelle Pauluskirche in den Linienverlauf der Linie 903 einfädeln und dann an der Haltestelle Watereck in Duisburg Walsum enden.

### Linie Rhein 2
Die Linie Rhein 2 soll an der neuen Haltestelle „Universität“ beginnen und bis Ruhrort dem Verlauf der 901 folgen. An der Haltestelle Friedrichsplatz schließt sich dann eine Neubaustrecke an, die den Rhein über die Friedrich-Ebert-Brücke queren wird. Die Strecke führt dann über die Ruhrorter Straße bis zum Bismarckplatz. Eine Verlängerung bis zur Kreuzung Lauer Straße/Moerser Straße ist ebenfalls angedacht. Die Kosten der Neubaustrecke sind mit circa 30 Millionen Euro veranschlagt, wobei bei dieser Kostenschätzung eine gemeinsame Trasse mit dem Autoverkehr auf der Rheinbrücke vorgesehen ist.

## Wagenpark

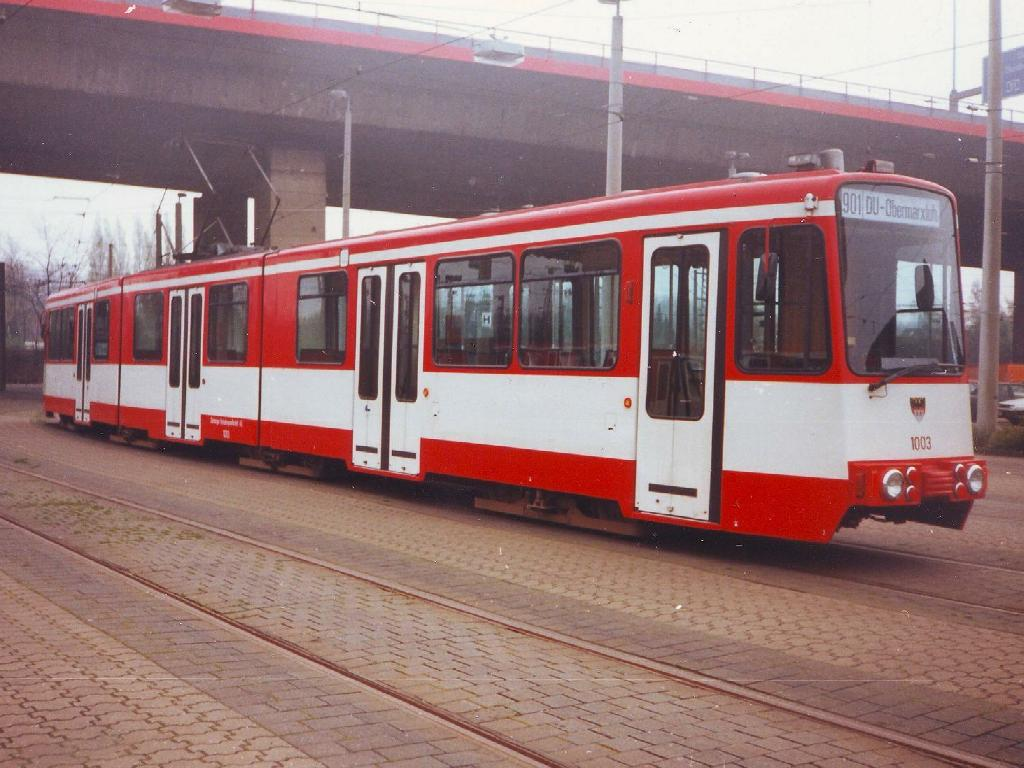
Wagen 1003 im Jahr 1992 im Betriebshof Grunewald, damals noch ohne Niederflur-Mittelteil

Der Wagenpark setzt sich zusammen aus 18 Wagen des Typs B80C für die Linie U 79, von denen vier Wagen bis Mitte der 90er Jahre ein Speisewagenabteil besaßen, 46 Straßenbahnwagen des Typs GT 10 NC-DU für die Linien 901 bis 903. Die Fahrzeuge vom Typ GT 10 NC-DU waren ursprünglich achtachsige Wagen. 1996 entschied sich die DVG, sie mittels eines Niederflurmittelteils zu Zehnachsern zu verlängern, um so die Kapazität zu erhöhen und einen barrierefreien Einstieg zu ermöglichen.
Traditionell ist die DVG für ihre zahlreichen und in Eigenregie durchgeführten Umbauten an Straßenbahnen bekannt. Ein aktuelles, exemplarisches Beispiel ist hierfür der Wagen 1000: Anfang der 1980er Jahre diente der Wagen als Prototyp der anzuschaffenden GT 8 NC-DU (u. a. Einbau einer Choppersteuerung). Anfang der 1990er Jahre erfolgte der Umbau dieses achtachsigen Gelenktriebwagens des Typs GT 8 aus dem Jahre 1966 zu einem Zweirichtungswagen mit optischer Angleichung der Frontgestaltung an die GT 8 NC-DU, 1996 wurde er mit einem niederflurigen Eigenbau-Mittelteil zum Zehnachser erweitert. Erneut fungierte der Wagen 1000 als Prototyp, diesmal für die anstehende Verlängerung der achtachsigen GT 8 NC-DU.
1996 wurde ein einzelnes Fahrzeug vom Typ Variobahn von Adtranz als Testfahrzeug geliefert. Der sechsachsige Zweirichtungs-Gelenktriebwagen in Niederflurtechnik mit der Nummer 2000 war jedoch nur selten im Liniendienst im Einsatz. Im Dezember 2015 wurde er nach Norwegen verkauft, wo er zu Schulungszwecken verwendet werden soll. Im Jahr 2017 begann die Ausschreibung 47 neuer Straßenbahnfahrzeuge des Types GT8ND-NF4. Am 13. April 2023 nahm der Wagen 2002 den Einsatz in den Linienbetrieb auf.
Der aktuelle Wagenpark der Duisburger Straßenbahn:
- GT 10 NC-DU:
  - Baujahr 1996: 1000 (Umbau aus achtachsigen Gelenktriebwagen von 1966)
  - Baujahr 1986: 1001 – 1014 (1008 ausgemustert, 1009 verschrottet 06.2020, 1011 verschrottet)[14]
  - Baujahr 1988: 1015 – 1025 (1017 verschrottet 06.2020)
  - Baujahr 1991: 1026 – 1035 (1035 verschrottet 06.2020)
  - Baujahr 1992: 1036 – 1040 (1038 ausgemustert[15] ,1039 verschrottet 05.2020)
  - Baujahr 1993: 1041 – 1045
- GT8ND-NF4:
  - Baujahr 2020: 2001 – 2002
  - Baujahr 2021: 2003
  - Baujahr 2022: 2004 – 2005; 2008
  - Baujahr 2023: 2010 – 2020
  - Baujahr 2024: 2021 –

Alle Fahrzeuge sind im Betriebshof Grunewald stationiert.
Bedingt durch den akuten Fahrzeugmangel, der auf die Korrosionsschäden an den aktuellen Straßenbahnen zurückzuführen ist, sowie die nicht mehr zeitgemäße Ausstattung (Niederfluranteil von lediglich 20 %, keine Klimaanlage), wurden im Jahr 2017 neue Fahrzeuge ausgeschrieben. Der Auftrag, der an die Firma Bombardier Transportation vergeben wurde, beinhaltet die Lieferung von 47 Straßenbahnen vom Typ Bombardier Flexity Classic sowie deren Wartung über einen Zeitraum von 24 Jahren mit Option einer Verlängerung auf 32 Jahre. Der Auftrag hat einen Umfang von 140 Millionen Euro. Aufgrund einer nachträglichen Anpassung des der Anschaffung zugrundeliegenden Vertrags werden insgesamt 49 Fahrzeuge ausgeliefert werden.
Die neuen Bahnen mit der Bezeichnung NF4 werden eine Länge von rund 34 Metern haben und 2,30 Meter breit sein. Mit der Einführung dieses Fahrzeugtyps wird zudem erstmals eine Klimaanlage bei Schienenfahrzeugen der DVG eingebaut werden. Der Niederfluranteil beträgt 70 % und die Kapazität der Fahrzeuge wird von 175 auf 200 Fahrgäste erhöht. Die Höchstgeschwindigkeit der rund 44 Tonnen schweren Fahrzeuge wird bei 80 km/h liegen.
Im Sommer 2021 sollten die Neufahrzeuge im Linienbetrieb eingesetzt werden. Die Auslieferung (Stand Oktober 2022) ist bisher aufgrund von Lieferverzögerungen schleppend erfolgt. Am Betriebshof befanden sich von drei NF4 nur zwei Serienfahrzeuge.
Die Fahrzeuge werden, nachdem am 5. April 2023 die technische Aufsichtsbehörde Düsseldorf die Zulassung der Baureihe erteilt hat, seit dem 13. April 2023 eingesetzt, wobei zur Betriebsaufnahme acht Fahrzeuge – zwei Vorserien- und sechs Serienfahrzeuge – zur Verfügung stehen. Aufgrund noch ausstehender Anpassungen an einigen Bahnsteigen in Mülheim an der Ruhr, welche durch die im Vergleich zu den bisher eingesetzten GT 10 NC-DU größere Breite bedingt sind, wurden die Fahrzeuge zunächst ausschließlich auf der Linie 903 eingesetzt, während der Einsatz auf der Linie 901 erst nach der Fertigstellung der Anpassungsarbeiten folgte.

## Gestrichene Liniensignale

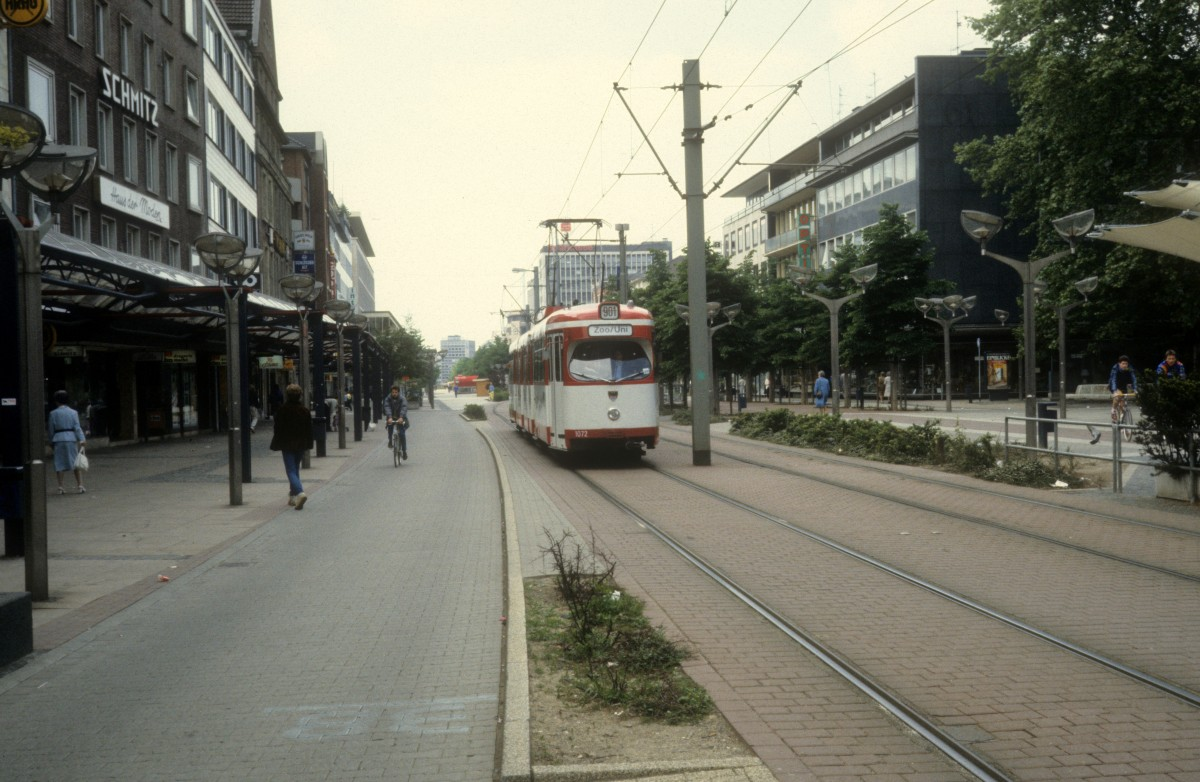
Ein Wagen der Linie 901 mit gestrichenem Liniensignal im Mai 1987

Duisburg war einer der wenigen deutschen Straßenbahnbetriebe, der für kurzgeführte Fahrten beziehungsweise E-Wagen früher gestrichene Liniennummern verwendete. Hierbei war das Liniensignal in der oberen Hälfte zusätzlich mit einem roten Querbalken markiert. Dies galt zeitweise auch für die Allerheiligenlinie vom Hauptbahnhof über Wanheimerort und Buchholz nach Huckingen, die nur am 1. November verkehrte und später von 909 in E79 umbenannt wurde.